# Jean-Michel Wolff
Pour les articles homonymes, voir Wolff.
Jean-Michel Wolff est un pilote de rallye français.

## Biographie
La carrière de Jean-Michel Wolff a débuté en 1979, avec 3 saisons de Coupe 104 ZS (15e, 9e, 5e).
Par la suite, il a participé à toutes les formules de promotion dédiées aux rallyes sur terre : Coupe 205GTI, Trophée VISA, et Coupe AX, avant de pouvoir piloter des voitures capables de se battre pour une victoire scratch.
En 1992, il succède à Bruno Saby au palmarès du championnat de France des rallyes sur terre, avec 5 victoires scratch et une deuxième place, sur 7 épreuves.
Cette victoire en 4 roues motrices fait suite à 2 victoires en coupe de France des deux roues motrices, en 1990 et 1991.